# Creoleon irene
Creoleon irene is een insect uit de familie van de mierenleeuwen (Myrmeleontidae), die tot de orde netvleugeligen (Neuroptera) behoort. 
Creoleon irene is voor het eerst wetenschappelijk beschreven door Banks in 1939.